# Marcos Roseti
Marcos Nahuel Roseti (Lomas de Zamora, provincia de Buenos Aires, 3 de agosto de 1997) es un futbolista argentino. Juega de volante y su equipo actual es Quilmes, de la Primera Nacional, a préstamo de Ferrocarril Midland.

## Estadísticas

### Clubes
| Barracas Central Argentina | 3.ª                 | 2015                | 1   | 0  | - | - | - | - | 1   | 0  | 0    |
| Barracas Central Argentina | 3.ª                 | 2016                | 3   | 0  | - | - | - | - | 3   | 0  | 0    |
| Barracas Central Argentina | 3.ª                 | 2016-17             | 0   | 0  | - | - | - | - | 0   | 0  | 0    |
| Barracas Central Argentina | 3.ª                 | 2018-19             | 1   | 0  | - | - | - | - | 1   | 0  | 0    |
| Barracas Central Argentina | Total club          | Total club          | 5   | 0  | - | - | - | - | 5   | 0  | 0    |
| Sarmiento (J) Argentina | 2.ª                 | 2017-18             | 0   | 0  | 0 | 0 | - | - | 0   | 0  | 0    |
| Sarmiento (J) Argentina | Total club          | Total club          | 0   | 0  | 0 | 0 | - | - | 0   | 0  | 0    |
| Berazategui Argentina | 4.ª                 | 2019-20             | 25  | 0  | - | - | - | - | 25  | 0  | 0    |
| Berazategui Argentina | 4.ª                 | 2020                | 5   | 0  | - | - | - | - | 5   | 0  | 0    |
| Berazategui Argentina | Total club          | Total club          | 30  | 0  | - | - | - | - | 30  | 0  | 0    |
| Deportivo Laferrere Argentina | 4.ª                 | 2021                | 28  | 4  | 1 | 0 | - | - | 29  | 4  | 0.14 |
| Deportivo Laferrere Argentina | 4.ª                 | 2022                | 36  | 2  | 1 | 0 | - | - | 37  | 2  | 0.05 |
| Deportivo Laferrere Argentina | 4.ª                 | 2023                | 19  | 3  | - | - | - | - | 19  | 3  | 0.16 |
| Deportivo Laferrere Argentina | Total club          | Total club          | 83  | 9  | 2 | 0 | - | - | 85  | 9  | 0.11 |
| Deportivo Iztapa · Guatemala | 2.ª                 | A-2023              | 19  | 5  | - | - | - | - | 19  | 5  | 0.26 |
| Deportivo Iztapa · Guatemala | Total club          | Total club          | 19  | 5  | - | - | - | - | 19  | 5  | 0.26 |
| Xelajú · Guatemala | 1.ª                 | C-2024              | 9   | 0  | - | - | - | - | 9   | 0  | 0    |
| Xelajú · Guatemala | Total club          | Total club          | 9   | 0  | - | - | - | - | 9   | 0  | 0    |
| Ferrocarril Midland Argentina | 3.ª                 | 2024                | 22  | 3  | - | - | - | - | 22  | 3  | 0.14 |
| Ferrocarril Midland Argentina | Total club          | Total club          | 22  | 3  | - | - | - | - | 22  | 3  | 0.14 |
| Quilmes Argentina | 2.ª                 | 2025                | 25  | 0  | 2 | 0 | - | - | 27  | 0  | 0    |
| Quilmes Argentina | Total club          | Total club          | 25  | 0  | 2 | 0 | - | - | 27  | 0  | 0    |
| Total en su carrera | Total en su carrera | Total en su carrera | 193 | 17 | 4 | 0 | - | - | 197 | 17 | 0.09 |
| (1) Las copas nacionales se refiere a la Copa Argentina. (2) Las copas internacionales se refiere a la Copa Libertadores y a la Copa Sudamericana. (3) Media de goles por encuentro. No incluye goles en partidos amistosos. |                     |                     |     |    |   |   |   |   |     |    |      |

## Palmarés

### Campeonatos nacionales
| Título    | Club             | País      | Año     |
| --------- | ---------------- | --------- | ------- |
| Primera B | Barracas Central | Argentina | 2018-19 |